# Insurgentes, Querétaro Arteaga
Insurgentes är en ort i Mexiko.   Den ligger i kommunen San Juan del Río och delstaten Querétaro Arteaga, i den sydöstra delen av landet, 140 km nordväst om huvudstaden Mexico City. Insurgentes ligger 2 039 meter över havet och antalet invånare är 132.
Terrängen runt Insurgentes är kuperad åt sydost, men åt nordväst är den platt. Runt Insurgentes är det ganska tätbefolkat, med 230 invånare per kvadratkilometer. Närmaste större samhälle är San Juan del Río, 5,1 km väster om Insurgentes. Trakten runt Insurgentes består i huvudsak av gräsmarker.